# ジェイムズ・ジョイス・センター
ジェイムズ・ジョイス・センター（英語: James Joyce Centre）はアイルランドのダブリンにある博物館および文化センターであり、ジェイムズ・ジョイスの生涯と作品に関する啓発と理解を目的とする施設である。1996年6月に開館した。ダブリンにおけるブルームの日のイベント運営元である。

## 来歴
ジェイムズ・ジョイス・センターはダブリンのノース・グレート・ジョージズ・ストリート35番地にあるジョージアン様式のタウンハウスに入っており、もともとはケンメア伯爵家が1784年に建設した。『ユリシーズ』にも登場するデニス・マジニが住んでいたことがある。ジョイス自身はここに住んでいたことはない。この建物は壊される予定であったが、シャナズ・エアラン議員のデイヴィッド・ノリスの尽力により解体を免れた。
開館にはノリスやケン・モハナンらが尽力した。ジョイスの業績を記念する文学館として1996年6月に開館した。開館の2年前である1994年頃から既にブルームの日関連の企画などは開始していた。現在は住宅街の片隅にあり、外側からは記念館とわかりにくい外観である。

## 活動

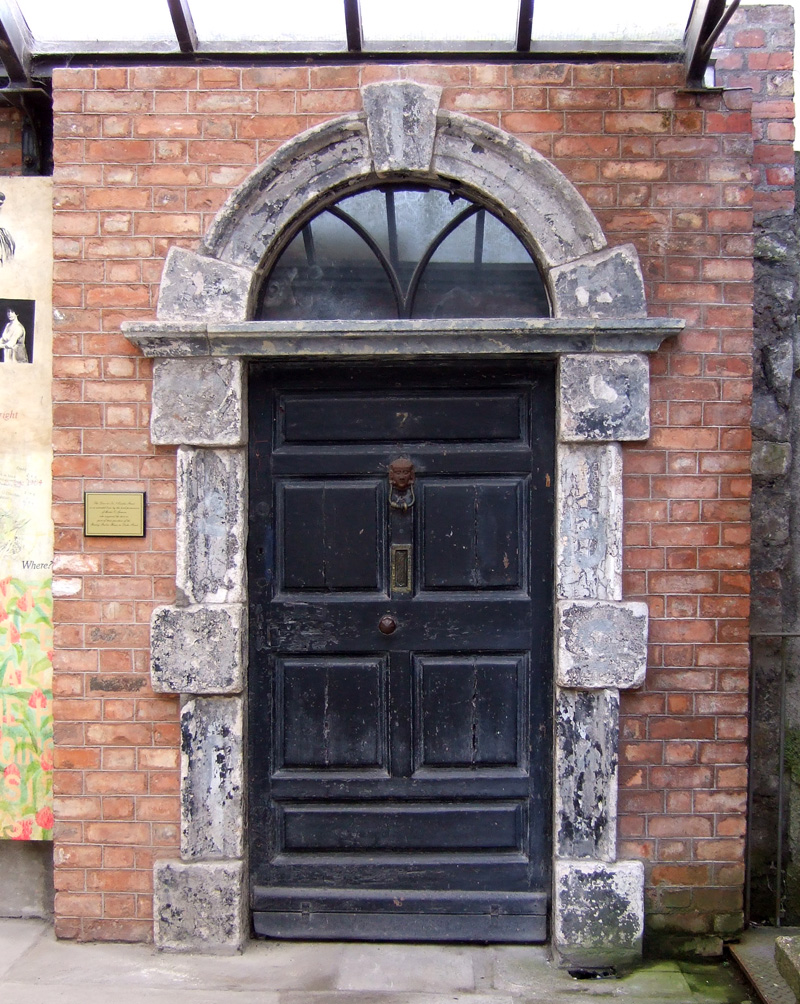
ジェイムズ・ジョイス・センターにあるエクルズ・ストリート7番地のドア

ジョイスに関連する各種資料類を所蔵している。家具・調度などを所蔵しており、『ユリシーズ』に登場するブルーム夫妻が住んでいたという設定のエクルズ・ストリート7番地のドアも保管されている。家具以外にめぼしい常設展はなく、ジョイスの人生や作品のさまざまな側面に関する特設展を実施している。
講演などさまざまなイベントを実施し、ジョイス関連の地をめぐる有料ウォーキングツアーも開催している。本格的に開館する前である1994年から、毎年ダブリンで行われるブルームの日（6月16日）のイベントを運営している。

## 文化的意義
南北アイルランドの和平交渉が進展するまでは、ジェイムズ・ジョイスはアイルランド共和国にとってはイングランドに対抗するカトリック世界としてのアイルランドの代表的な作家として、北アイルランドのプロテスタントにとっては反カトリック的な作家としてとらえられており、ジェイムズ・ジョイス・センターはこのような文化的対立の文脈で「そうした闘争のイコン」として受け止められることもあった。センターが活動を開始した時期に近い1993年にはアイルランドでジョイスの肖像をあしらった10ポンド紙幣も発行され、こうした動きはジョイスをアイルランド文化の象徴的存在として称揚する傾向としてまとめてとらえることができる。1998年のベルファスト合意以降はこうした対立がやわらいだこともあり、国際的な観点からのジョイス研究の重要性が前面に出てくるようになっている。